# La Carpa
La Carpa är en ort i Mexiko.   Den ligger i kommunen Acámbaro och delstaten Guanajuato, i den centrala delen av landet, 190 km väster om huvudstaden Mexico City. La Carpa ligger 1 849 meter över havet och antalet invånare är 237.
Terrängen runt La Carpa är kuperad åt sydväst, men åt nordost är den platt. Runt La Carpa är det ganska tätbefolkat, med 155 invånare per kvadratkilometer. Närmaste större samhälle är Acámbaro, 7,0 km sydost om La Carpa. Trakten runt La Carpa består till största delen av jordbruksmark.